# Count Raven
Count Raven ist eine schwedische Doom-Metal-Band, die 1987 unter dem Namen Stormwarning gegründet wurde.

## Geschichte

### 1987–1989 Gründungszeit
Count Raven wurde 1987 in Stockholm von Dan „Fodde“ Fondelius (Gitarre), Tommy „Wilbur“ Erikson (E-Bass), Christian „Renfield“ Petterson (Schlagzeug) und Christian Linderson (Gesang) unter dem Namen Stormwarning gegründet. In dieser Zeit nahm die Band einige unveröffentlichte Demos auf, und steuerten zwei Lieder für die Sampler Förortsrock und Rockhemmet bei.

### 1989–1994 Namenswechsel und weitere Entwicklung
Anfang des Jahres 1989 benannte sich die Band in den heutigen Namen Count Raven um und veröffentlichte ein namenloses Demo. Noch im selben Jahr folgte das zweite Demo Indugnus Famulus. Beide Veröffentlichungen kamen sowohl bei der Fachpresse als auch bei den Fans gut an, und verhalfen der Band zu einem gewissen Bekanntheitsgrad in der Underground-Szene.  Das erste Studioalbum, Storm Warning, welches fast denselben Namen trägt wie die Band in der Anfangszeit, wurde von Mai bis Juli 1990 aufgenommen und erschien wenige Monate später. Die Promotion des Albums fand im Rahmen einer Europatournee im Vorprogramm von Saint Vitus statt. Kurz darauf siedelte Sänger Christian Linderson in die USA über und schloss sich Saint Vitus an. Den Gesang im verbleibenden Trio übernahm Dan Fondelius. In dieser Besetzung wurde Destruction of the Void von Januar bis März 1992 aufgenommen und im darauf folgenden Sommer veröffentlicht. Das dritte Studioalbum, High on Infinity, wurde im Juni bzw. Juli 1993 eingespielt und erschien noch Ende desselben Jahres. Mit diesem Album gelang der Band der Durchbruch in der Metal-Szene. So erschien ein Lied u. a. auch auf dem Sampler einer Ausgabe des deutschen Metal-Magazins Rock Hard. Zu dieser Zeit kamen auch zunehmende Probleme mit Hellhound Records, dem Label der Band auf, die sich teils sogar negativ auf die Karriere der Musiker auswirkten. Im Jahr 1994 fand eine Tour durch Großbritannien statt.

### 1994–1998 Bandkrise und Auflösung
Im Sommer des Jahres 1995 sollte Count Raven die texanische Band Solitude Aeturnus auf ihrer Europatournee begleiten. Da Fondelius zu dieser Zeit aber einen Sorgerechtsstreit um seine autistische Tochter Rebecca vor Gericht ausfocht, war es der Band nicht möglich, auf das Angebot einzugehen. Aufgrund der Absage wurden Erikson und Petterson sauer auf Fondelius, so dass es auch zu öffentlichen Beschuldigungen und Beleidigungen in der Presse kam. Im Laufe des Jahres entwickelte sich eine zunehmend schlechtere Stimmung zwischen den Musikern, was letzten Endes zu einer mehrmonatigen Pausierung sämtlicher Bandaktivitäten im Frühsommer 1995 führte.
Im August des Jahres fanden die Musiker jedoch wieder zusammen. Erikson und Petterson hatten ihre Aktivitäten innerhalb der Band jedoch auf das Nötigste zurückgefahren, so dass der komplette Songwritingprozess für das Album Messiah of Confusion von Fondelius übernommen wurde. Mit der Veröffentlichung des Albums im Jahr 1996 endete auch die Zusammenarbeit mit ihrem Label. In den folgenden zwei Jahren blieben Erikson und Petterson in ihren Aktivitäten innerhalb der Band ausgesprochen passiv, so dass auch weiterhin der komplette Songwritingprozess von Fondelius übernommen werden musste. Zum Bruch kam es schließlich bei den Aufnahmen zu einem weiteren Demo im Jahr 1998, mit dem man ein neues Plattenlabel finden wollte. Da Fondelius’ Mitmusiker ihren Verpflichtungen beim Entstehungsprozess nicht mehr nachkamen und auch der damalige Produzent die Band im Stich ließ, kam es u. a. zu einem hohen Kostenaufwand für Fondelius, so dass dieser die Arbeit am Album abbrach und die Band verließ. Sein Ausstieg führte auch zur Auflösung der Band. In den folgenden Jahren konzentrierte sich Fondelius musikalisch auf seine Band Doomsday Government.

### 2004–2011 Entwicklung seit der Wiedervereinigung
2004 fanden sich Count Raven wieder in der gewohnten Besetzung mit Fondelius, Erikson und Petterson, anlässlich eines Auftrittes auf dem Doom Shall Rise Festival zusammen. Anfang 2006 nahm Dan Fondelius eine Umbesetzung vor und rekrutierte Fredrik Jansson (Bass) und Jens Bock (Schlagzeug). Das erste Album seit der Auflösung der Band, Mammon's War, wurde im November und Dezember 2008 aufgenommen und am 31. August 2009 veröffentlicht. Für das Jahr 2010 war u. a. ein Auftritt auf dem französischen Hellfest-Festival am 19. Juni 2010 geplant, der jedoch aufgrund von gesundheitlichen Problemen des Sängers und Gitarristen Fondelius abgesagt wurde. Am 1. September 2010 veröffentlichte die Band eine 7”-Split-EP zusammen mit der schwedischen Doom-Metal-Band Griftegård.

## Stil
Count Raven spielen klassischen Doom Metal mit Einflüssen von Bands wie Black Sabbath, Saint Vitus und Pentagram. Der Gesang Fondelius’ wird oftmals mit dem von Ozzy Osbourne verglichen.
Die Texte der Band sind alle auf Englisch verfasst und handeln vor allem von Religion und sozialer Ungerechtigkeit, bzw. sozialer Ungleichheit. In diesem Zusammenhang steht auch der Titel des Albums Mammons War. Mammon stammt aus dem Aramäischen und steht ursprünglich für unredlich erworbenen Gewinn oder unmoralisch eingesetzten Reichtum. Heute wird mit dem Begriff abschätzig das Geld im Allgemeinen bezeichnet (schnöder Mammon). Der Albumtitel bedeutet also so viel wie ‚der Krieg des Geldes‘, womit die Band auf die weltweit existierenden soziale Missstände hinweisen möchte.

## Diskografie

### Studioalben
- 1990: Storm Warning (Active/Hellhound)
- 1992: Destruction of the Void (Hellhound)
- 1993: High on Infinity (Hellhound)
- 1996: Messiah of Confusion (Hellhound)
- 2009: Mammons War (I Hate Records)
- 2021: The Sixth Storm (I Hate Records)

### Demos
- 1989: Demo 89
- 1989: Indugnus Famulus

### Kompilationen
- 2010: Count Raven / Griftegård (Ván Records)